# 蕭素颯
蕭素颯（しょう そそう、生没年不詳）は、遼（契丹）の政治家・軍人。字は特免。契丹五院部の出身。

## 経歴
重熙年間に初めて出仕し、北院承旨・彰愍宮使に累進した。清寧初年、左皮室詳穏・右夷離畢を歴任した。咸雍4年（1068年）、中京留守となった。咸雍5年（1069年）、五国の剖阿里部が遼に反抗すると、素颯が征討にあたり、剖阿里部の首長を入朝させた。功績により北院林牙となった。南院副部署に転じ、死去した。
子に蕭謀魯斡があった。

## 伝記資料
- 『遼史』巻95 列伝第25